# Боари Бекерел
Боари Бекерел (фр. Boiry-Becquerelle) насеље је и општина у североисточној Француској у региону Север-Па д Кале, у департману Па де Кале која припада префектури Арас.
По подацима из 2011. године у општини је живело 409 становника, а густина насељености је износила 90,09 становника/km². Општина се простире на површини од 4,54 km². Налази се на средњој надморској висини од 78 метара (максималној 98 m, а минималној 66 m).

## Демографија
| 1962. | 1968. | 1975. | 1982. | 1990. | 1999. | 2011. |
| ----- | ----- | ----- | ----- | ----- | ----- | ----- |
| 189   | 198   | 213   | 288   | 381   | 419   | 409   |

График промене броја становника у току последњих година